# Президентський полк (Росія)

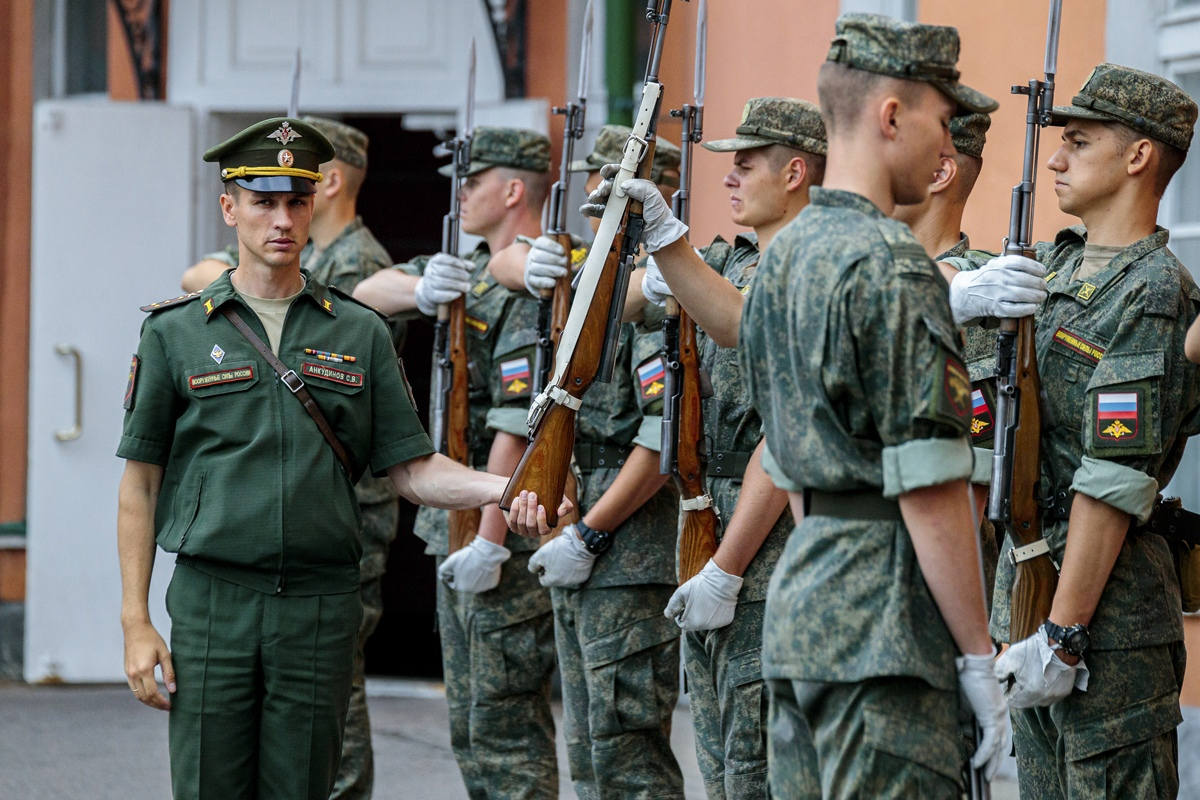
Перша стройова підготовка Преображенського полку, роти Почесної варти та військового оркестру весняного призову

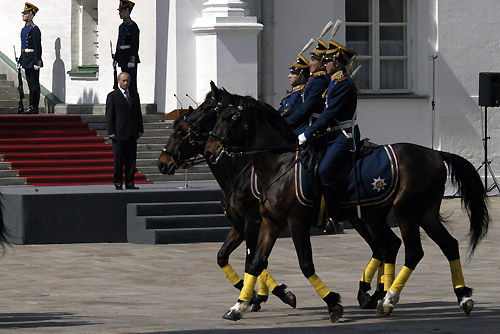
Кавалерійський почесний ескорт Президентського полку.

Червонопрапорний ордена Жовтневої Революції Президентський полк (рос. Краснознамённый ордена Октябрьской революции Президентский полк) — російська військова частина, яка в даний час входить до складу Федеральної служби охорони Російської Федерації й вирішує специфічні бойові завдання із забезпечення охорони об'єктів Московського кремля — офіційної резиденції Президента Російської Федерації, інших важливих державних об'єктів, з участі в проведенні протокольних заходів на вищому державному рівні, виведенню почесної варти й несенню служби біля вічного вогню на Могилі Невідомого Солдата біля кремлівської стіни.
День частини відзначається 7 травня.
Командир полку підпорядковується безпосередньо Президенту Російської Федерації — Верховному Головнокомандувачу ЗС Російської Федерації.
Казарма Президентського полку розташована в історичній будівлі Арсеналу (Цейхгауза). У замкнутому периметрі двору Арсеналу знаходяться плац полку й спортивний зал ФСО. Окремі підрозділи полку дислокуються також і в інших адміністративних утвореннях московського регіону.

## Історія
З березня до вересня 1918 року охорону московського кремля, який став резиденцією радянського уряду, здійснювали латиські стрільці. Потім це завдання виконували 1-ші Московські кулеметні курси РСЧА, пізніше реорганізовані в 1-шу радянську об'єднану військову школу РСЧА імені ВЦВК.
У жовтні 1935 року 1-ша військова школа ВЦВК була переведена з території Кремля в Лефортово. Завдання з охорони Кремля були передані Батальйону особливого призначення (бОсПриз). Батальйон входив до складу Управління комендатури Кремля, яке у відповідності з постановою уряду вийшло з підпорядкування Наркомату оборони й перейшло в підпорядкування НКВС.
8 квітня 1936 у відповідності з Наказом № 122 по гарнізону Кремля Батальйон особливого призначення був реорганізований в Полк спеціального призначення НКВС СРСР (пСпП), з часом діставши неофіційну назву «Кремлівський».
В ході Радянсько-фінської війни частина військовослужбовців полку була задіяна в бойових діях. За розпорядженням заступника наркома внутрішніх справ СРСР від полку було виділено й відряджено в діючу Червону армію 161 особу.
З перших днів Німецько-радянської війни «Кремлівський полк» захищав Кремль від нальотів німецької авіації. З 25 червня 1941 за наказом коменданта полк перейшов на посилену охорону й оборону об'єктів. На кремлівській стіні було встановлено цілодобове чергування бойових розрахунків. В зв'язку з переходом на посилений режим служби, полк було розгорнуто, як бойову одиницю за штатами воєнного часу, і включено до складу діючих внутрішніх військ НКВС СРСР.
В 1942—1943 рр. на Західний і Волховський фронти було відряджено 4 групи снайперів «Кремлівського полку», які знищили більше 1 200 солдатів й офіцерів супротивника. За час Німецько-радянської війни втрати полку склали 97 осіб.

В 1943 році після створення Головного управління державної безпеки НКВС СРСР (ГУДБ НКВС) в окремий комісаріат, Полк спеціального призначення, який раніше входив до структури колишнього 1-го відділу ГУДБ НКВС (охорона керівництва партії й уряду) також переходить до складу новоствореного органів, і стає Полком спеціального призначення НКДБ СРСР, а після перетворення в 1946 році народних комісаріатів у міністерства — Полком спеціального призначення МДБ СРСР.
19 вересня 1952 Полк спеціального призначення був перетворений в Окремий полк спеціального призначення МДБ СРСР (опСпП). Потім з 1953 до 1954 року в зв'язку з об'єднанням МДБ і МВС в одне міністерство, входив до структури МВС СРСР. Після чого з 1954 року вже остаточно до кінця існування Радянського Союзу входив до структури КДБ.
7 травня 1965 за бойові заслуги в роки Німецько-радянської війни й за високі показники в бойовій і політичній підготовці Окремий полк спеціального призначення був нагороджений орденом Червоного Прапора й став Окремим Червонопрапорним полком спеціального призначення Комітету державної безпеки при Раді Міністрів СРСР.
24 липня 1973 полк офіційно отримав статус «Кремлівського» — Наказом Голови КДБ при РМ СРСР перейменовується в Окремий Червонопрапорний Кремлівський полк КДБ при РМ СРСР. Після перетворення КДБ з відомства в центральний орган держуправління 5 липня 1978 — Окремий Червонопрапорний Кремлівський полк КДБ СРСР.
25 березня 1975 полк отримує власну відзнаку — за клопотанням командування Наказом Голови КДБ при Раді міністрів СРСР було засновано нагрудний знак «Кремлівський полк» для заохочення солдатів, сержантів, прапорщиків і офіцерів за бездоганну службу, успіхи в бойовій і політичній підготовці й зразкову військову дисципліну.
5 травня 1986, в честь відзначення свого 50-річного ювілею, Указом Президії Верховної Ради СРСР за заслуги в справі забезпечення державної безпеки СРСР й досягнення високих результатів у службі полк було нагороджено орденом Жовтневої Революції.

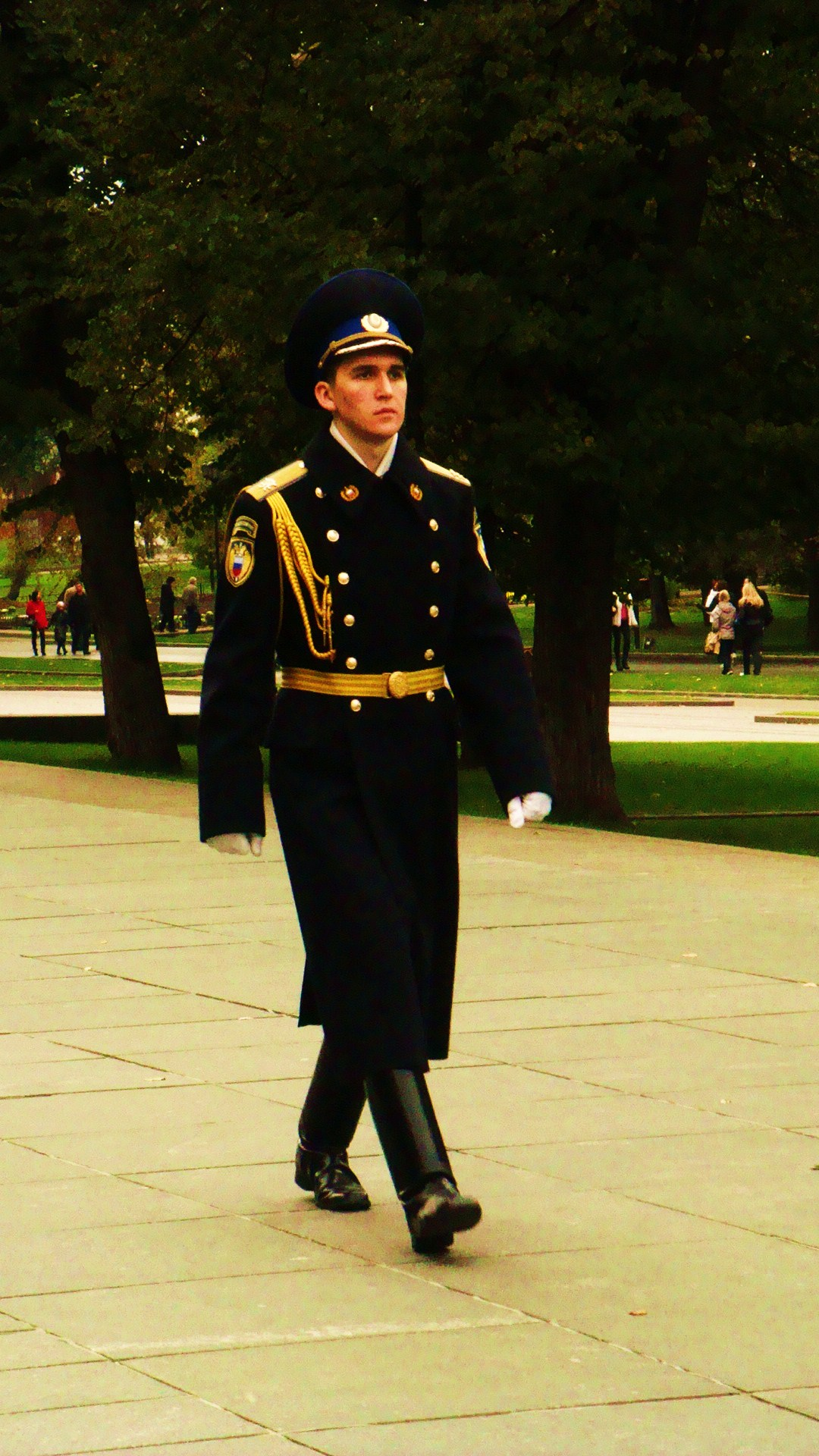
Солдат Президентського полку в парадному однострої.

В 1991 році, в останній рік існування СРСР, в зв'язку з реорганізацією КДБ Окремий Червонопрапорний Кремлівський полк КДБ СРСР перейменовано в Окремий Червонопрапорний ордена Жовтневої Революції Кремлівський полк Управління охорони при Апараті Президента СРСР. Після розпаду СРСР з 1992 року полк став називатися Окремим Червонопрапорним ордена Жовтневої Революції Кремлівським полком комендатури Московського Кремля Головного управління охорони Російської Федерації.
У відповідності до Указу Президента Російської Федерації від 20 березня 1993 Окремий Червонопрапорний ордена Жовтневої Революції Кремлівський полк був переформований в Червонопрапорний ордена Жовтневої Революції Президентський полк Комендатури Московського Кремля Головного управління охорони Російської Федерації.
2 вересня 2002 на базі 1-го окремого кавалерійського полку було створено Кавалерійський почесний ескорт в складі Президентського полку.
9 травня 2016 Президентський полк нагороджено Грамотою Верховного головнокомандувача Збройними силами Російської Федерації:
|  | За заслуги в забезпеченні безпеки держави… |

## Структура
- штаб;
- 1-й батальйон:
  - 3-тя рота,
  - 4-та рота,
  - 5-та рота;
- 2-й батальйон:
  - 7-ма рота,
  - 8-ма рота,
  - 9-та рота;
- 3-й батальйон:
  - 1-ша рота спеціальної варти,
  - 11-та рота спеціальної варти,
  - автомобільна рота;
- Кавалерійський почесний ескорт:
  - 10-та рота,
  - кавалерійський ескадрон,
  - рота забезпечення,
  - відділення охорони;
- батальйон оперативного резерву:
  - рота оперативного резерву,
  - рота охорони.

## Галерея

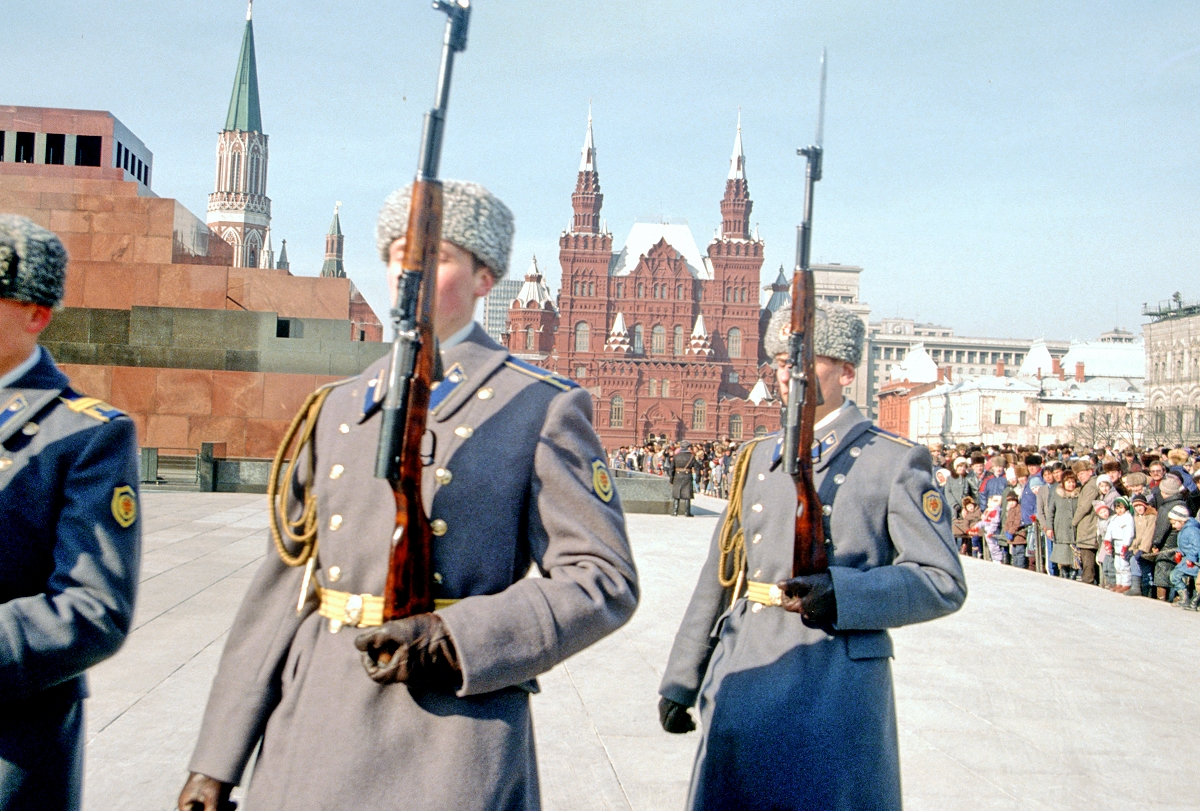
Зміна почесної варти Кремлівського полку, 1990 рік.
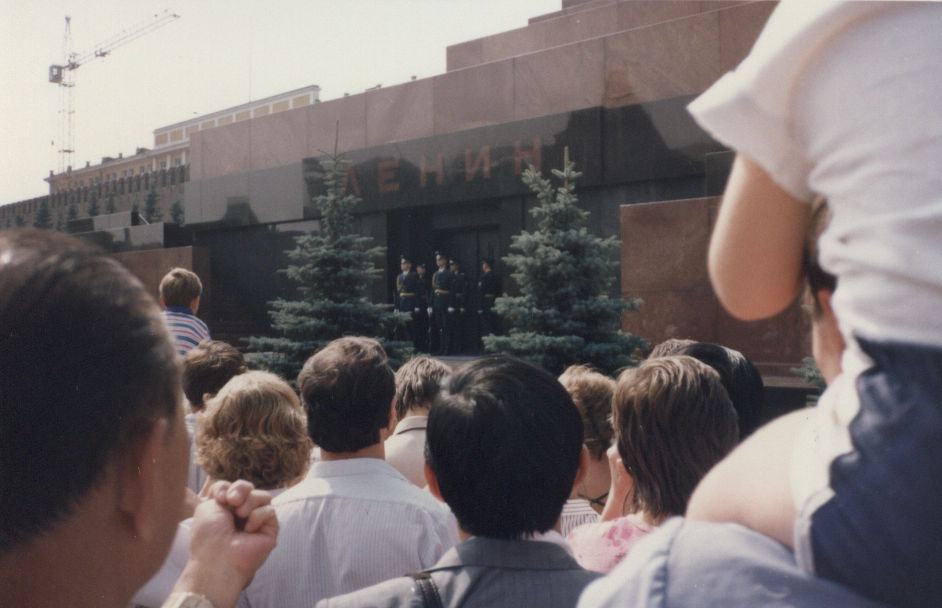
Народ спостерігає за зміною вартових.
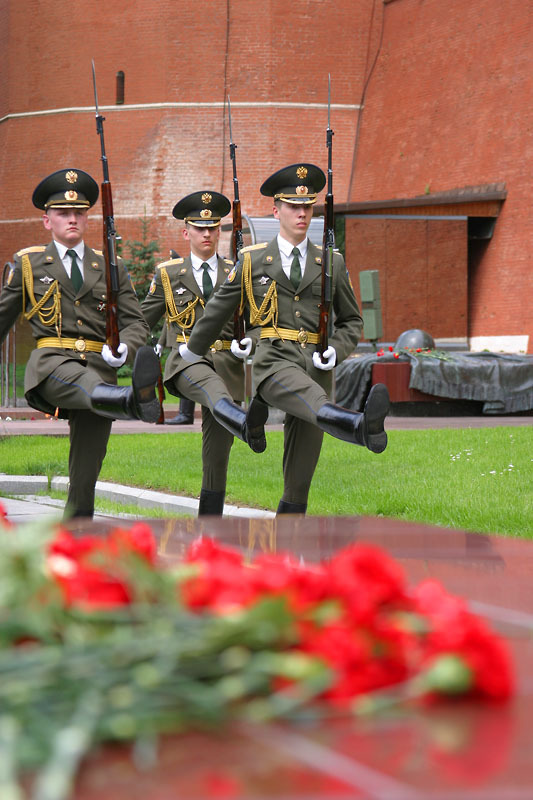
Зміна почесної варти в Олександрівському саду.
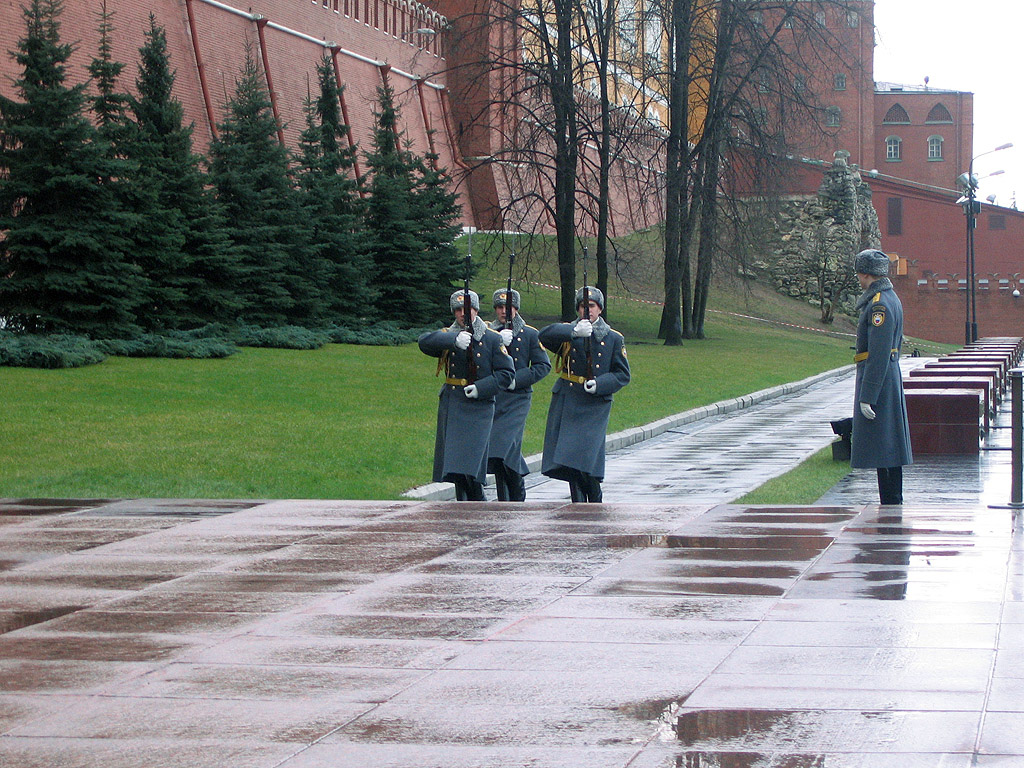
Зміна почесної варти зі складу роти спеціальної варти Президентського полку.
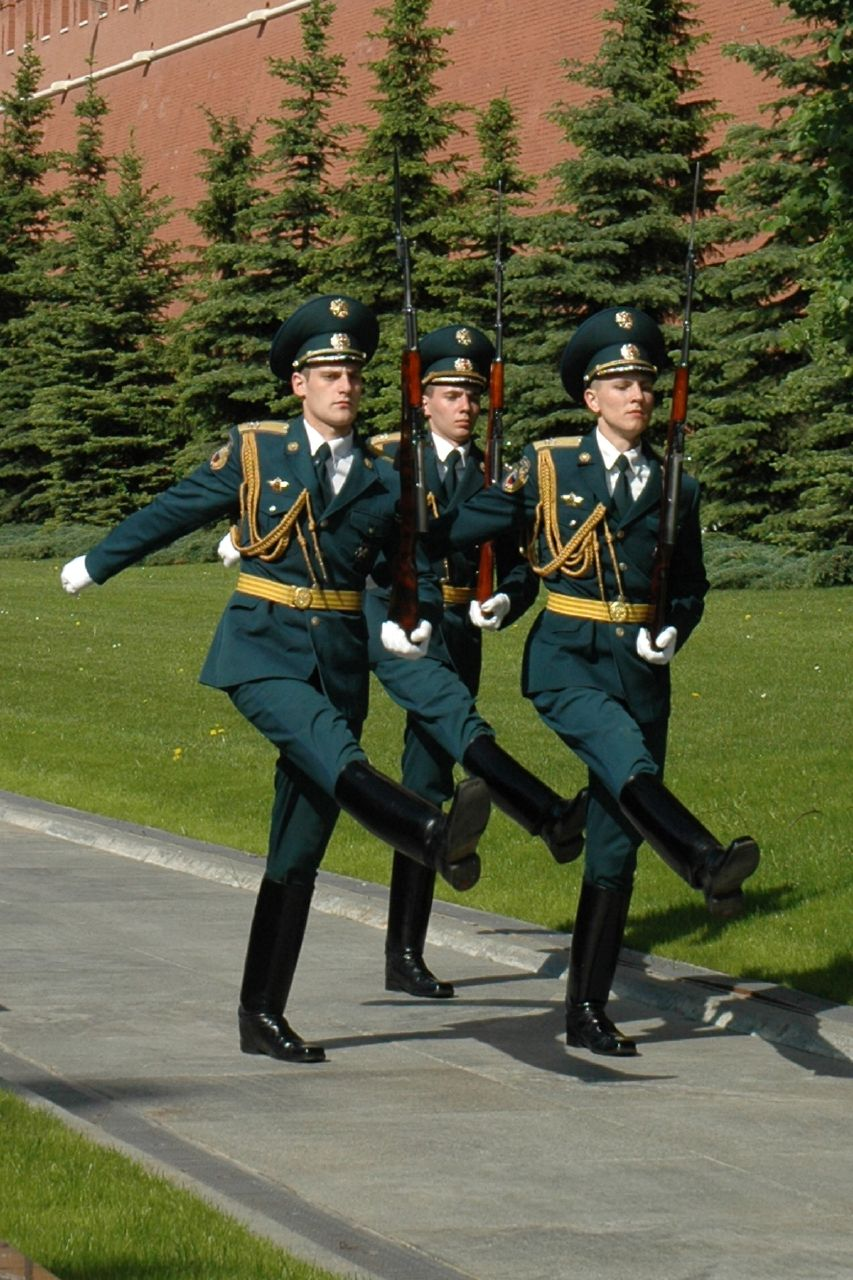
Зміна почесної варти зі складу роти спеціальної варти Президентського полку в Олександрівському саду. Москва, 5 червня 2008 року. Час 12:55:47.
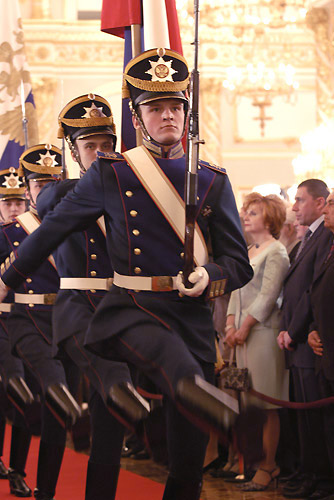
Солдати Президентського полку в особливому парадному однострої.
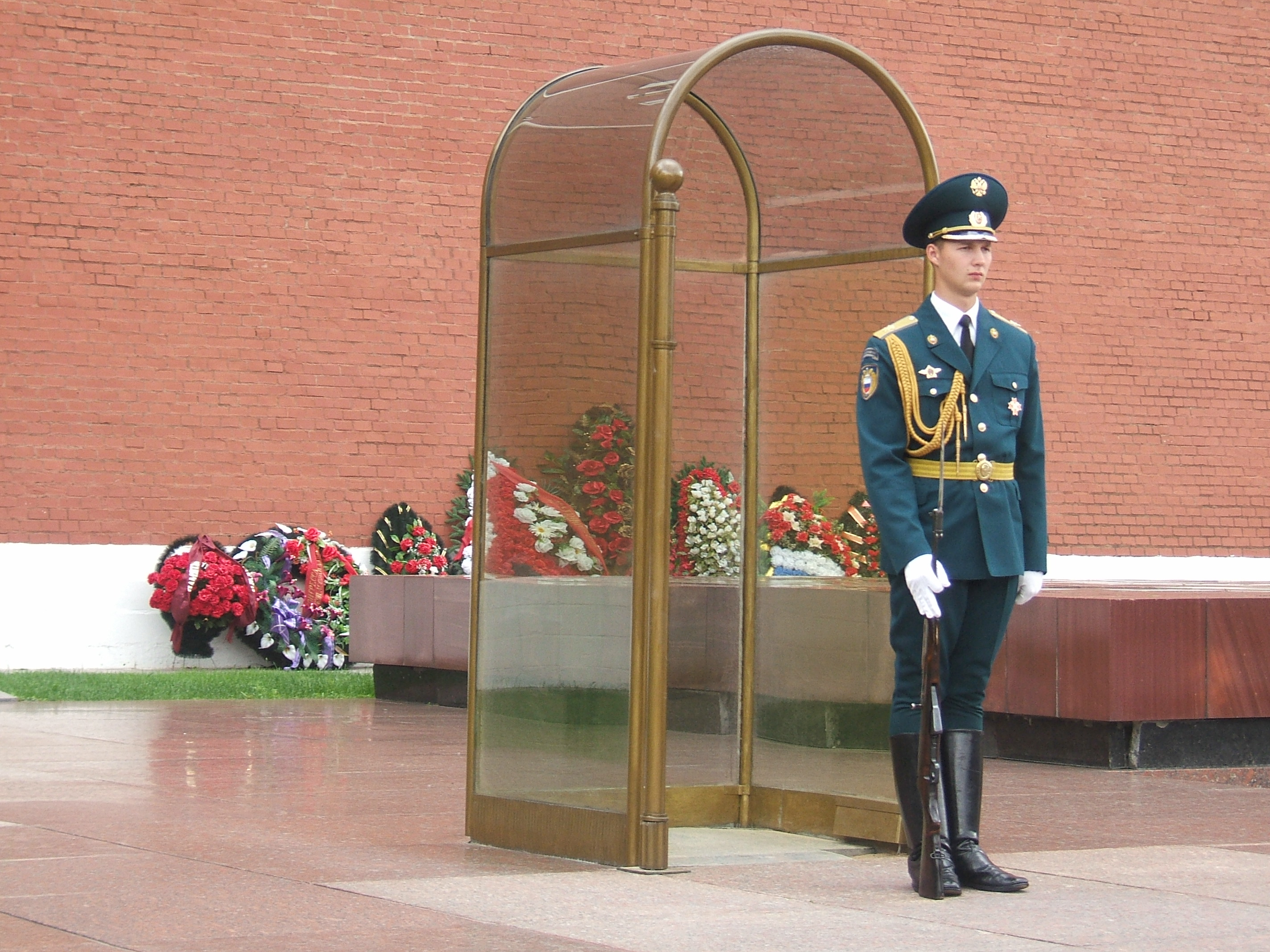
Пост № 1[ru].

## Командування
- генерал-майор Галкін Олег Павлович